# Thomomys talpoides
Thomomys talpoides és una espècie de mamífer rosegador de la família dels geòmids. Viu al Canadà i els Estats Units. Es tracta d'una espècie excavadora. Els seus hàbitats naturals són les estepes d'artemísies, prats de muntanya, tundra, camps de conreu, herbassars i jardins suburbans. És una espècie en risc mínim, és a dir, no sembla que hi hagi cap amenaça significativa per a la seva supervivència.